# Joe Tippett
Joe Tippett es un actor estadounidense.  Es conocido por interpretar a Sam Strickland en la serie dramática de la NBC Rise  y a John Ross en la miniserie dramática criminal de la HBO Mare of Easttown.

## Primeros años
Tippett nació en Washington D. C. y creció en Damascus, Maryland. Asistió al Damascus High School, donde participó en el equipo de fútbol.
También participó en el departamento de teatro de su escuela, donde actuó en su primer musical, Bye Bye Birdie. Después de graduarse en el instituto, fue a la West Virginia University con una beca completa, pero más tarde la abandonó.

## Carrera
Tippett realizó un aprendizaje y trabajó en sus primeros trabajos profesionales en el Festival de Teatro de Williamstown.  En 2015, debutó en Broadway como Bait Boy en Airline Highway. Ese mismo año, interpretó a Earl Hunterson en la producción del American Repertory Theater de Waitress. Dos años después, Tippett interpretó el papel principal en la producción Off-Broadway de All the Fine Boys.
En 2018, Tippett interpretó al entrenador Strickland en la serie Rise de la NBC. En 2019, Tippett rodó la película para televisión Patsy & Loretta, interpretando el papel de Doolittle Lynn, el marido de Loretta Lynn. El telefilme se emitió en el canal Lifetime el 19 de octubre de 2019.
Ese mismo año, Tippett fue elegido para interpretar a Lucius King en la serie de la NBC Prism, inspirada en Rashomon, un thriller psicológico japonés de 1950 dirigido por Akira Kurosawa.
Actualmente, Tippett está retomando su papel de Earl Hunterson en el compromiso de regreso de Broadway de Waitress.

## Vida personal
En agosto de 2015, Tippett conoció a la cantante y compositora Sara Bareilles durante la prueba fuera de la ciudad para Waitress en el American Repertory Theater en Cambridge, Massachusetts, y posteriormente comenzaron una relación en 2016.
La pareja hizo su primera aparición pública en los Premios Tony de 2017.